# 学校法人須磨浦学園
学校法人 須磨浦学園（がっこうほうじん すまうらがくえん）とは、兵庫県神戸市須磨区にある学校法人。

## 沿革
- 1902年（明治35年）- 廣瀬宰平、河上謹一、川崎芳太郎、田中太七郎、鳴瀧幸恭、芝川又右衛門、廣瀬満正の7人が神戸市須磨区に須磨浦尋常小学校を創立。
- 1918年（大正7年）- 付属幼稚園を設立。
- 1951年（昭和26年）- 学校法人須磨浦学園に改組。

## 設置校
- 須磨浦小学校
- 須磨浦幼稚園

## 所在地
- 兵庫県神戸市須磨区千守町2-1-13